# Galway Sportsgrounds
Galway Sportsgrounds é um estádio localizado em Galway, Connacht, Irlanda, possui capacidade total para 8.129 pessoas, o estádio foi inaugurado em 1927, é a casa do Connacht Rugby.